# تپه ماداله
تپه ماداله مربوط به دوران‌های تاریخی پس از اسلام است و در شهرستان بجنورد، بخش گرمخان، دهستان گرمخان، ۲ کیلومتری غرب روستای نجف آباد واقع شده و این اثر در تاریخ ۲۷ بهمن ۱۳۸۷ با شمارهٔ ثبت ۲۴۶۵۷ به‌عنوان یکی از آثار ملی ایران به ثبت رسیده است.